# 121329 Getzandanner
121329 Getzandanner è un asteroide della fascia principale. Scoperto nel 1999, presenta un'orbita caratterizzata da un semiasse maggiore pari a 3,0870191 UA e da un'eccentricità di 0,1921054, inclinata di 12,78469° rispetto all'eclittica.